# Marco Uccellini
Marco Uccellini (Forlimpopoli, prop de Forlì, c. 1603 - 1680) fou un compositor i violinista italià. Va ser un sacerdot dedicat a la música a la cort del duc Francesc I d'Este de Mòdena i, posteriorment, del duc Ranuccio II de Parma.

## Biografia
Va estudiar cant i violí a la ciutat d'Assís amb el mestre Giovanni Battista Buonamente i s'ordenà sacerdot poc després. El 1641 s'estableix a la ciutat de Mòdena, que vivia per aquell temps un gran floriment de les arts impulsat pel duc Francesc I d'Este, entrant al servei de la Casa d'Este. La relació amb Francesc I va ser bona, Uccelli li va dedicar dues de les seves col·leccions, Llibre II (1642) i Llibre III (1645).
Entre els anys 1645 i 1662 Marco Uccellini va dirigir l'orquestra de Francesc I. El 1647 va ser nomenat mestre de capella de la catedral de Mòdena fins a la seva dimissió el 1665 quan es trasllada a la ciutat de Parma, convidat per la filla de Francesc I, Isabel d'Este, on passa a dirigir la capella musical de la cort dels Farnese.
A Parma, a causa de les excel·lents relacions que tenia amb Isabel i el seu marit, Ranuccio II, duc de Parma i apassionat pel teatre, Marco Uccellini produí en aquesta ciutat totes les seves obres escèniques. Entre elles destaquen Li eventi di Filandro et Edessa (1675), Il Giove d'Elide fulminato (1677) i Le navi d'Enea. De la producció escènica d'Uccellini no se'n conserven les partitures.

## Obra
Les seves composicions, a excepció de les escèniques que es van perdre, van ser reunides en set col·leccions de les quals només en queden sis en haver-se perdut la primera. La més antiga que es conserva, la segona col·lecció, data de 1639. Conté diverses formes musicals com sonates, simfonies i correntes.
Respecte a les seves simfonies, la major part són obres breus i senzilles per a diversos instruments, com dos violins i baix continu, sense una forma específica i amb riquesa d'imitacions. El vuitè quadern de peces està íntegrament compost per simfonies d'índole més complexa, entre les quals destaca la núm. 34 o "Gran Batalla", que conté importants innovacions respecte a l'ús de l'arc al violí.
Les seves sonates solen constar de tres moviments, el primer i el tercer són binaris i el segon ternari. Les simfonies són senzilles i breus, sense forma específica i riques en imitacions. Són compostes per a diversos instruments, com dos violins i baix continu. Cal destacar la simfonia núm. 34, o Gran Batalla, que junt amb les que componen el "vuitè quadern" són més complexes. Aquesta, la 34, introdueix importants innovacions en l'ús de l'arc del violí. Uccellini va contribuir a la tècnica de la mà esquerra per la introducció de la sisena posició.

### Música instrumental
- Sonate, sinfonie et correnti, a 2–4, bc, libro II (1639, Venècia)
- Sonate, arie et correnti, a 2–3, bc libro III (1642, Venècia)
- Sonate, correnti et arie, a 1–3, bc, op.4 (1645, Venècia)
- Sonate, over canzoni, vn, bc, op.5 (1649, Venècia)[1]
- Salmi, 1, 3–5vv, bc, concertante parte con instrumenti e parte senza, con Letanie della Beata Virgine, 5vv, bc, op.6 (1654, Venècia)
- Ozio regio: compositioni armoniche sopra il violino e diversi altri strumenti, a 1–6, bc, libro VII (1660, Venècia)
- Sinfonici concerti brevi e facili, a 1–4, op.9 (1667, Venècia)
- Sinfonie boscareccie, vn, bc, 2 vn ad lib, op.8 (1669, Anvers)

### Òperes i ballets
- Le navi d'Enea; balletto, 1673, Parma
- Gli eventi di Filandro ad Edessa; opera, 1675, Parma, Collegio dei Nobili
- Il Giove d'Elide fulminato; balletto, 1677, Parma